# Santuario della Madonna delle Grazie (Soleto)
Il santuario della Madonna delle Grazie è una chiesa di Soleto, si trova in via Madonna delle Grazie

## La chiesa
La chiesa della Madonna delle Grazie fu iniziata nel 1601 ed ultimata nel 1609 con fondi forniti da famiglie facoltose, come si legge sulla sommità della facciata “TEMPLUM ET COENOBIUM ELEMOSYNIS PIORUM ERECTA – MDCIX” . Fu elevata a santuario nel 1953.
La facciata, pur in stile barocco, conserva i moduli architettonici del palazzo cinquecentesco ed ha due nicchie con le statue di san Francesco e sant'Antonio.
Nell'interno ad aula unica sono conservati un prezioso Crocifisso ligneo del XVII secolo restaurato nel 1989 dal soletano Luigi Moscara ed il coro ligneo del 1727 intagliato da Francesco Maria da Lequile.

### Tele antichi altari
Ognuno dei sette altari aveva la sua tela. Tra queste la più nota è quella della Madonna del Rosario del 1607 commissionata dalla famiglia Attanasi rappresentata in basso con la Madonna tra san Francesco e santa Caterina d'Alessandria. Attribuita a Donatantonio D'Orlando di Nardò per la caratteristica doratura del bordo dei vestiti. Altre tele quelle di san Pasquale Baylon, Madonna del Carmine, Sacra Famiglia, Annunciazione, Immacolata (attribuita a Gian Domenico Catalano da Gallipoli) e Sant'Antonio da Padova. Anche la famiglia Carrozzini aveva qui il suo altare e la tomba di famiglia come riportato nell'archivio della Chiesa matrice.

### Affresco del miracolo XV sec

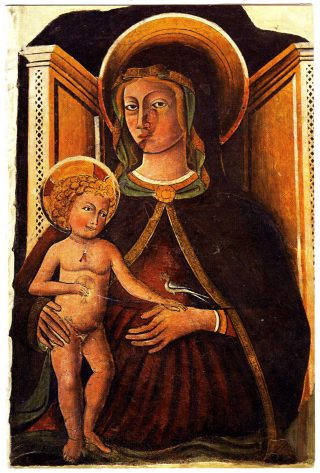
Madonna delle Grazie-Soleto

Sull'altare maggiore si conserva un grazioso affresco quattrocentesco che riproduce la Madonna con in braccio il bimbo Gesù. Il volto della Madre è sfregiato e oscurato da una vistosa macchia scura.
La parete dell'arco trionfale è ravvivata dall'affresco realizzato nel 1953 da Aloisio Gabrieli. Il disegno rappresenta la leggenda del miracolo del 1568, in seguito al quale fu edificata la chiesa.
Il campanile a vela conserva una campana piccola del 1639 con incisa l'immagine della Madonna delle Grazie ed il nome del mastro fonditore Vincenzo Bono di Gallipoli.

### Statua lignea XVII sec.
Restaurata di recente la statua processionale della Madonna delle Grazie con Bambino in legno policromo ha ripreso la sua bellezza originale. Sono stati rimossi diversi strati di stuccature e ridipinture fatte nel corso dei secoli tra cui l'ultimo dopo il violento incendio del 5 agosto 1963 in cui era andato perduta la base della statua. A causa delle candele votive, collocate vicino alla statua della Madonna, nelle primissime ore pomeridiane i drappeggi che ornavano la statua presero fuoco, procurando un danno a tutto il blocco scultoreo.

## Il convento
Annesso alla chiesa fu costruito un convento per ospitare i padri francescani (detti padri riformati) che fin dal 1602 erano già presenti e che raggiunsero in pochi anni il numero di circa 14.
Oltre al convento il comune donò ai frati un terreno circostante coltivato ad orto e frutteto e di cui oggi rimane una parte detta "il giardino del Convento".
Attualmente il Convento è chiuso ed i frati sono ospitati presso il Convento francescano di Galatina. Nel giardino del Convento viene allestito annualmente un Presepe all'aperto tra metà dicembre e metà gennaio.

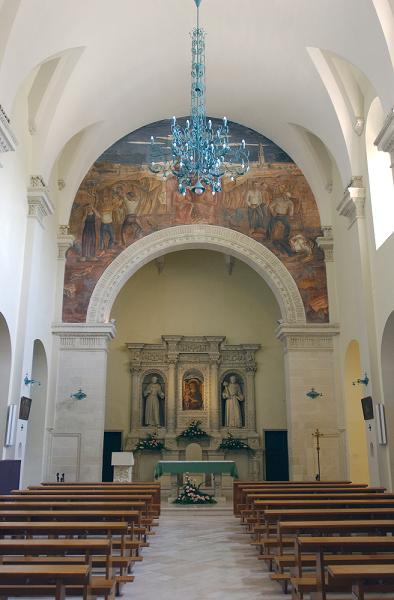
Interno del santuario Madonna delle Grazie - Soleto(LE)

## La leggenda
Dalla "Cronaca" di padre Bonaventura da Lama
L'edicola con l'affresco si trovava fuori dal paese e vi si fermavano a pregare al tramonto i contadini di ritorno dal lavoro dei campi. Una sera del 1568 un certo Giacomo Lisandri, avendo perso al gioco il salario della giornata, sotto un impeto d'ira si scagliò sulla sacra immagine con l'accetta pronunciando la frase: " non credo che Tu sei la Madre di Dio se non mi fatti
i uccidere stasera".
Arrivato al paese da porta sant'Antonio il sacrilego Lisandri vi incontrò un creditore, Luigi Rullo diGalatina con cui ingaggiò una rissa che terminò con la sua uccisione. Dall'affresco colpito con l'accetta sgorgò del sangue che ancora adesso oscura il volto della Madonna nonostante i ritocchi operati da Lodovico Epifani, pittore di Soleto. Nel luogo dell'edicola fu costruita l'attuale chiesa collocando l'immagine sacra sull'altare maggiore e fu costruito il convento dei Frati Minori chiamati dalla popolazione per la custodia ed il culto verso la Madonna delle Grazie.
La "leggenda" nasconde il fatto storico che dopo il Concilio di Trento (1564) a Soleto nel 1598 fu smesso il rito greco con l'ultimo arciprete Arcudi e nel 1602 furono chiamati i Frati Minori per promuovere il rito latino non senza sofferenze per le minoranze religiose.

## Elevazione a santuario
Il 5 agosto 1953, monsignor Raffaele Calabria, vescovo della diocesi di Otranto di cui Soleto fa parte, fece incidere la seguente lapide:
 Fin dai tempi lontani il simulacro della Vergine Santa, oggi venerato nella Chiesa dei Frati Minori di Soleto, fu oggetto di culto devoto da parte dei fedeli di quella terra che concorrevano ogni sera a salutarlo. Tale venerazione crebbe nei secoli e l'attaccamento dei soletani e popolazioni limitrofe alla Vergine delle Grazie non intiepidì fino ai nostri giorni...ELEVIAMO ALLA DIGNITA' DI SANTUARIO LA CHIESA INTITOLATA ALLA VERGINE DELLE GRAZIE IN SOLETO.
Nel maggio 1983, in sintonia con lo spirito ecumenico, gli ortodossi ed i cattolici guidati da Papas Donato e dalla Fraternità Francescana, hanno testimoniato l'anelito all'unità pregando Maria Madre di Dio  e Madre della Chiesa.

## La festa
La data della festa è il 5 agosto. La sera della vigilia si svolge una lunga processione con grande partecipazione popolare e festeggiamenti civili che si prolungano fino al 6 agosto. La processione inizia dopo il tramonto con l'accensione delle luminarie che occupano tutto il piazzale del santuario, le vie di accesso, la nuova piazza alberata largo Genova, ed un tratto di viale Raimondello Orsini.
Lanci di bombe carta e batterie di mortaretti segnano la partenza della pesante statua lignea della Madonna delle Grazie con in braccio il Bambin Gesù in abiti settecenteschi. Una volta portata a spalla per devozione ed ora su carro floreale, la processione si svolge dapprima su strade della periferia nord di Soleto per poi inoltrarsi a ovest verso via Galatina e da qui la sosta presso la Chiesa Parrocchiale per poi rientrare al Convento attraverso il viale Raimondello Orsini.
È tradizione partire con la processione verso la strada che porta a Santa Venerdia e l'oliveto (in dialetto levitu) perché in passato, in presenza di persistente siccità o grande maltempo (lingue de focu) con nuvole nere e fulmini orizzontali, si è fatta uscire dalla chiesa la statua della Madonna per i poteri di intercessione a Lei conferiti tramite la preghiera dei fedeli soletani.
Durante la processione si canta il tradizionale inno alla Madonna Mira il tuo popolo bella signora.La banda musicale segue il simulacro della Vergine eseguendo allegre marce intervallate dai canti e dalle litanie dei fedeli.
Il giorno della festa le sante Messe sono scandite da lanci di bombe carta mentre in mattinata il paese è percorso dai concerti bandistici che la sera si alterneranno fino ad oltre la mezzanotte eseguendo su un apposito palco illuminato brani di lirica classica ed opere melodrammatiche. All'una circa vengono eseguiti gli spettacoli pirotecnici spesso in gara tra diverse ditte locali.
Bancarelle di dolciumi locali (mostaccioli, copeta, torrone) e di frutta secca (mandorle, arachidi, pistacchi) si alternano a stand gastronomici e giocattoli. Un'apposita piazza è riservata alle giostre ed altre attrazioni.